# جورج ديكي
جورج ديكي (بالإنجليزية: George Dickie)‏ هو صحفي وفيلسوف أمريكي، ولد في 12 أغسطس 1926 في بالميتو في الولايات المتحدة.